# Lista canalelor din Murano
Acest articol prezintă canalele din Murano, insulă a Lagunei Venețiene (Italia).

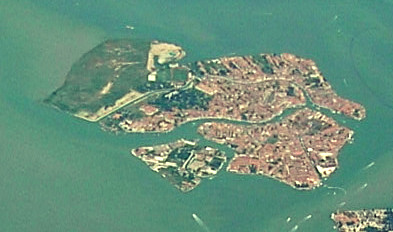
Vedere aeriană a insulei Murano, în direcţia nord-est.

## Generalități

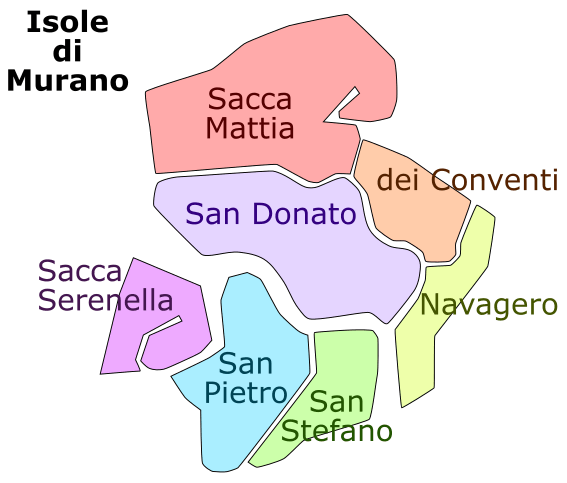
Harta insulelor care formează Murano.

Murano este format din șapte insule distincte, repartizate în două grupe:
- la nord: Sacca Mattia, San Donato, San Giuseppe și San Matteo
- la sud: Sacca Serenella, San Pietro Martire și Santo Stefano

## Canale exterioare

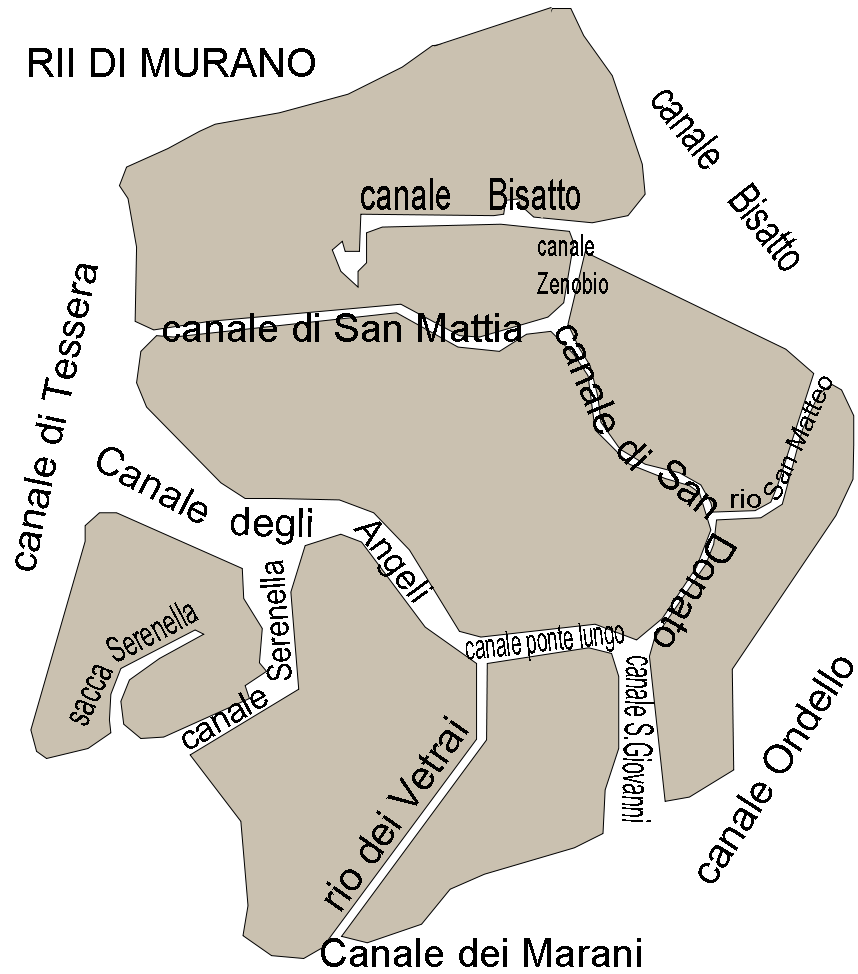
Harta canalelor din Murano.

Murano este situat în Laguna Venețiană. Zonele maritime care îl mărginesc poartă următoarele nume:
- canale di Tessera la vest
- canale di Santa Maria la nord
- canale Ondello la est
- canale dei Marani sau delle Navi la sud (îl separă de San Michele)

## Canale interioare
Cele două grupuri de insule care formează Murano sunt separate de un canal principal, Canal Grande di Murano, care este orientat de la vest la est. El este format din trei secțiuni:
- la vest, canale degli Angeli, separând San Donato la nord de Sacca Serenella și San Pietro Martire la sud
- în centru, canale Ponte Longo (sau Lungo), separând San Donato la nord de Santo Stefano la sud
- la est, orientat de la nord la sud, canale San Giovanni, separând Santo Stefano la vest de San Matteo la est

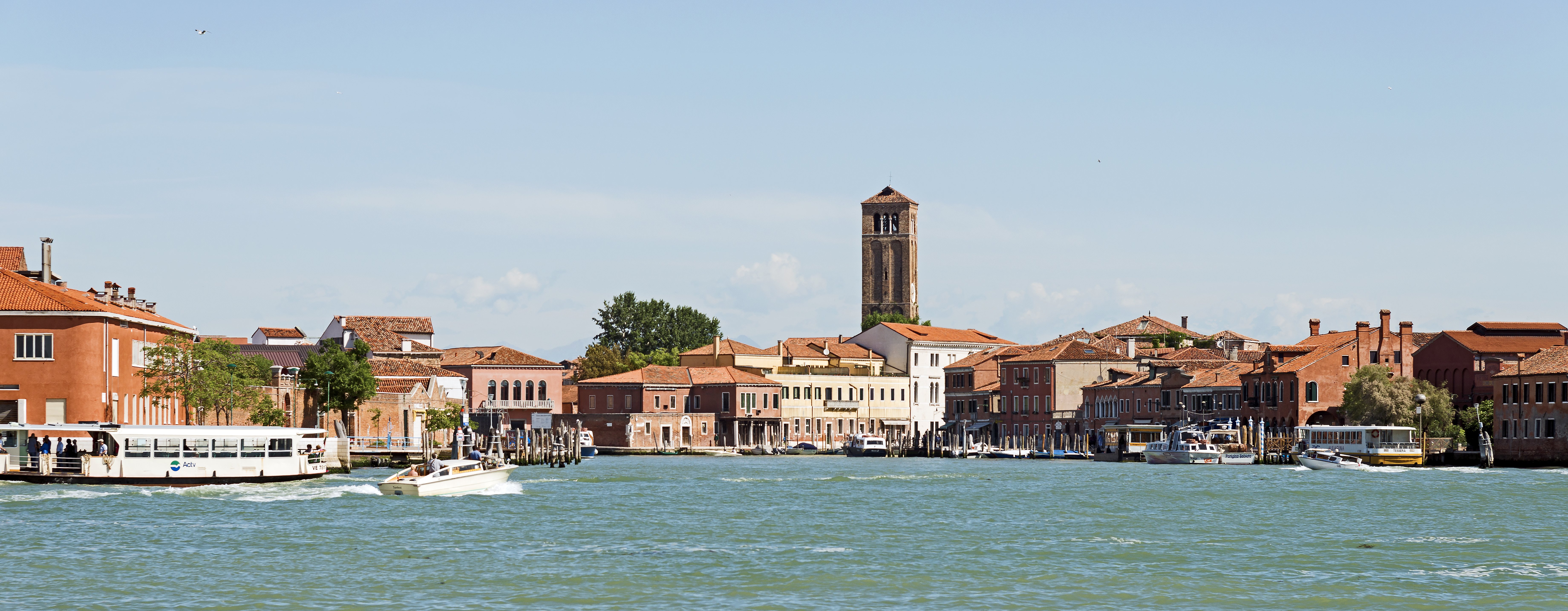
Canale San Giovanni văzut din laguna.

Celelalte canale, mai mici, sunt următoarele:
- La nord de Canal Grande:
  - canale Bisatto, separând partea orientală a Sacca Mattia și deschizându-se în lagună
  - canale di San Mattia, între Sacca Mattia și San Donato
  - canale Zenobio, între Sacca Mattia și San Giuseppe
  - canale di San Donato, între San Donato, San Giuseppe și San Matteo
  - canale di San Matteo (sau rio di San Matteo), între San Giuseppe și San Matteo

- La sud de Canal Grande :
  - sacca Serenella, divizând sudul insulei cu același nume
  - canale Serenella, între Sacca Serenella și San Pietro Martire
  - rio dei Vetrai, între San Pietro Martire și Santo Stefano

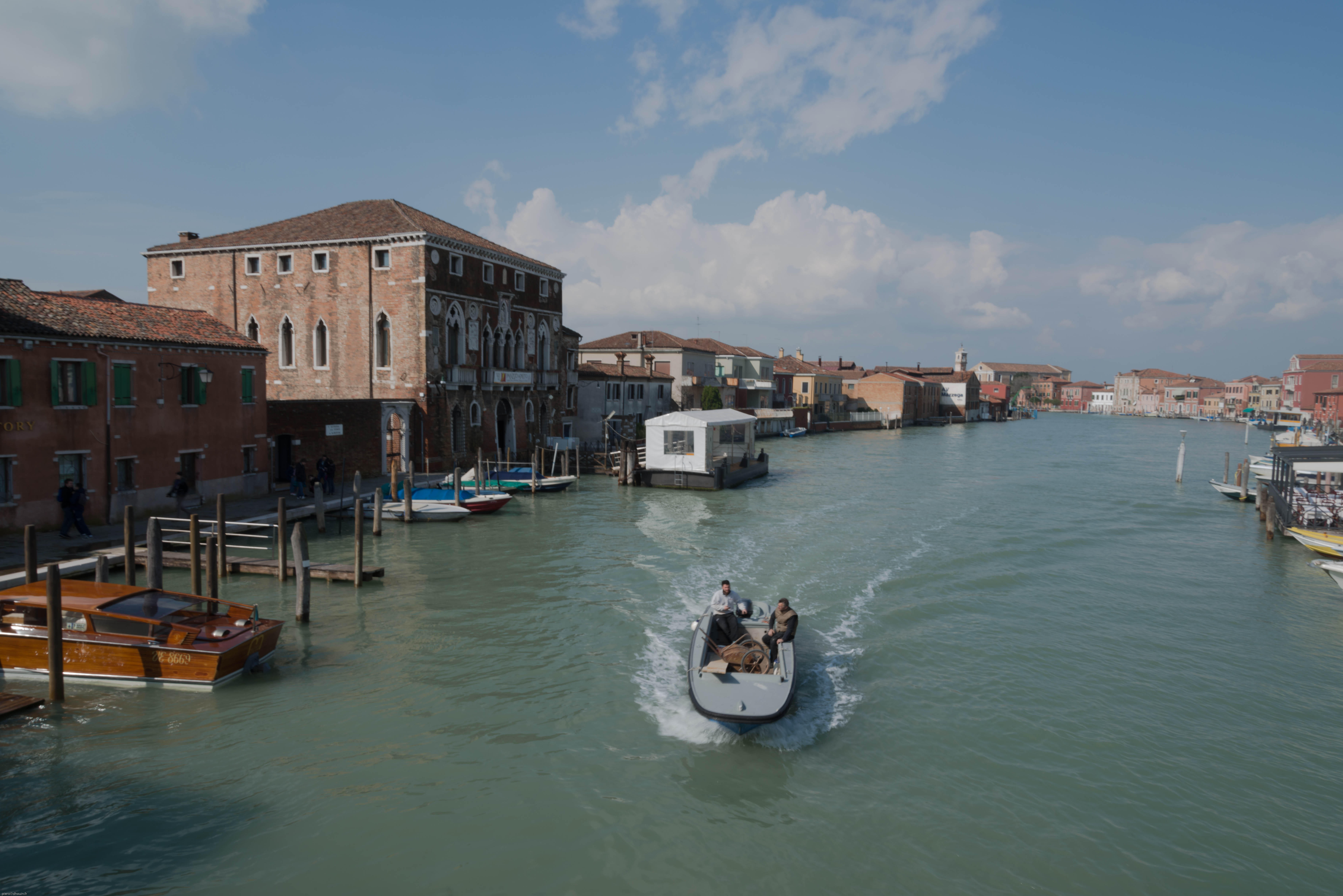
Canal degli Angeli
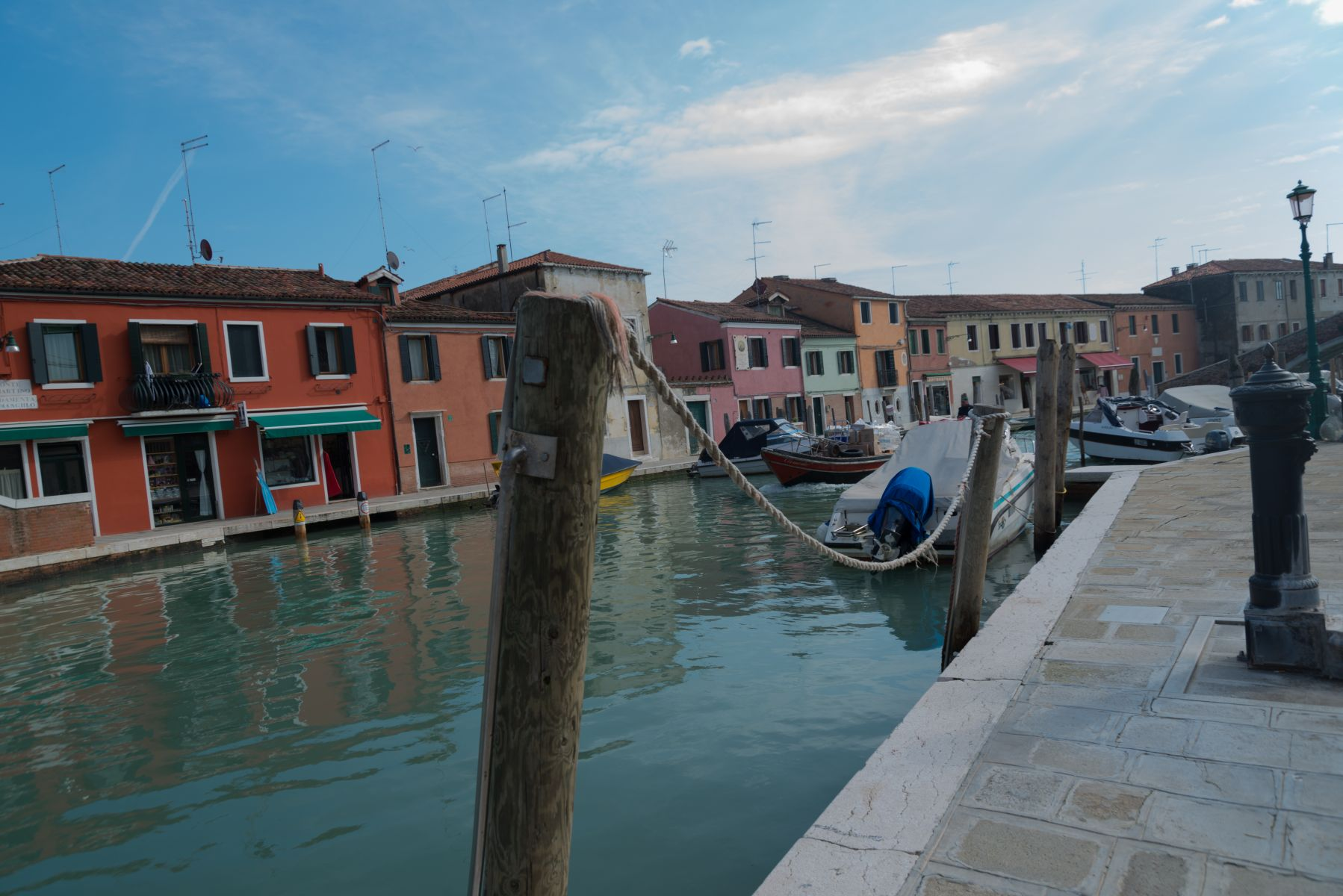
Canale di San Donato